# Colin Burgess
Colin Burgess (1946. november 16. – 2023. december 16.) ausztráliai zenész, dobos.

## Életpályája
1968–1972 között dobos volt az ausztrál The Masters Apprentices együttesben. 1973–74-ben az AC/DC-ben volt az első dobos. Tagja az ARIA Hall of Fame-nek. Testvérével, Denny Burgess-szel alapította a His Majesty zenekart.